# Квартали передмістя
 «Квартали передмістя»  — український німий чорно-білий художній кінофільм 1930 року режисера Григорія Гричера-Чериковера за сценарієм Миколи Бажана. Фільм розповідає про релігійно-міщанські забобони.
Прем'єра стрічки відбулася 20 червня 1930 у Києві та 10 листопада 1930 в Москві.

## Сюжет
Кінець 1920-х років. Єврейська дівчина Дора покохала молодого російського хлопця. Це викликало незадоволення її батьків, які притримувалися релігійних переконань. Дівчина йде жити до коханого Василя, але і там зустрічається з упередженим ставленням. Врешті-решт хлопець піддається впливу батьків. Справа навіть доходить до публічного суду над комсомольцем. Йому висловлюють сувору догану за нетовариське ставлення до дружини. Василь визнає вину і вибачається перед Дорою. Їх друг пропонує їм переїхати до свого житла.

## У ролях
- Ната Вачнадзе — Дора
- Ростислав Орлов — Василь
- Іван Юдін — Мишко
- Володимир Лісовський — фотограф
- А.Норвилло — мати Василя
- Білінська — мати Дори
- Бабіна — сусідка
- Борис Загорський — Бобрик

## Творча команда
- Режисер: Григорій Гричер-Чериковер
- Сценарист: Микола Бажан
- Оператор: Микола Козловський